# Mart Poom
Mart Poom (1972. február 3. Tallinn) észt labdarúgó. Utolsó klubja a Watford FC, ahol kapus volt.

## Pályafutása
Pályafutását szülőhazájában, a Tallinna Lõvid és az FC Flora Tallinn csapatokban kezdte, még mielőtt rövid ideig a finn KuPS és svájci Wil csapataiban játszott. 1994-ben a Portsmouth FC-hez került át kölcsönjátékosként. Mindössze hét mérkőzés után visszakerült az FC Flora Tallinnhoz.
1997-ben a Derby Countyhoz igazolt át. Első Premier League-beli mérkőzését a Manchester United ellen játszotta. Hamarosan a derbyi rajongók nagy kedvence lett. Az 1999-2000-es évadban megnyerte az év játékosának járó Jack Stamps trófeát. Miután 2002-ben a Derby kiesett az angol bajnokság első osztályából Poom a Sunderlandhez igazolt át. 2003. szeptember 20-án az egykori csapata ellen védett a Pride Parkban. Sunderlandi karrierjének további részét a kispadon töltötte sérülések miatt.
2005-ben az Arsenal FC igazolta ideiglenesen Jens Lehman és Manuel Almunia fedezésére. 2006-ban végül állandó szerződést írt alá a csapattal így ő lett az Arsenal FC harmadik kapusa. A 2005-2006-os évadban egyetlen mérkőzésen sem vett részt. Először 2006. november 8-án lépett pályára az Everton  elleni mérkőzésben a lesérült Almunia helyére. Első és egyetlen Premier League-beli szereplésére az Arsenal színeiben az évad utolsó napján került sor a Portsmouth FC elleni mérkőzésen.
2007. május 26-án a  Watford szerződtette ismeretlen összegért. A csapat első kapusaként kezdte viszont helyét hamarosan Richard Lee vette át. A 2008-2009-es évadban kificamodott váll miatt kispadra került, így kimaradt az évad nagy részéből. Annak ellenére, hogy az évad végére visszatért edzeni, a csapat nem tartott rá igényt és felmentették szerződéses kötelezettségei alól.